# Regius Professor of Chemistry (Liverpool)
Der Regius Professor of Chemistry ist eine 2016 durch Königin Elisabeth II. anlässlich ihres 90. Geburtstags gestiftete Regius Professur für Chemie an der University of Liverpool.
Neben dieser Professur gibt es die 1817 durch Georg III. gestiftete Regius Professur für Chemie an der University of Glasgow und die gleichzeitig mit dem Lehrstuhl in Liverpool gestiftete Regius Professor of Chemistry an der University of Cardiff.

## Geschichte der Professur
Anlässlich des 90. Geburtstags von Elisabeth II. wurden 12 Regius-Professuren in Aussicht gestellt, ebenso viele, wie schon 2013 zu ihrem 60. Thronjubiläum gestiftet worden waren. Die Ernennungen sollen dir Rolle betonen, die die Wissenschaften in den letzten 90 Jahren für den Fortschritt und den Wohlstand spielten. Die Wahl der Universitäten und der Fächer wurde von einem unabhängigen Expertenpanel durchgeführt, in dem sowohl Wissenschaftler als auch Vertreter der Industrie vertreten waren. Die neuen Professuren wurden am 6. Juni 2016 bekanntgegeben.

### Ausgangslage der Universität
Die 1881 gegründete Universität in Liverpool zählt sich selbst zu den 1 % der besten Universitäten der Welt. Insbesondere die School of Physical Sciences mit den Abteilungen Physik (Physics), Mathematik (Mathematical Sciences) und Chemie (Chemistry) betrachtet sich als eine der führenden Institute für naturwissenschaftliche Forschung und Lehre in den jeweiligen Fächern.
Die Bestellung der Regius Professur für die Abteilung Chemie bestätigt diese Einschätzung. Die Abteilung ist eine der ältesten im Vereinigten Königreich und wurde mit dem ursprünglichen University College 1881 gegründet. Zwei Nobelpreisträger, Robert Robinson und Har Gobind Khorana, stehen in enger Beziehung zur School of Physical Science. In unterschiedlichen Bewertungen wird die Abteilung Chemie als einer der besten Plätze für chemische Forschung im Vereinigten Königreich bestätigt. Die Suche nach einem neuen Professor konzentrierte sich auf die Fachbereiche:
- Pharmazeutik und verwandte Gebiete wie chemische Biologie und Biosensorik
- Erforschung von Katalysatoren
- Elektrochemie
- Nanotechnologie

2020 fiel die Entscheidung auf John F. Bower, der sich schon in jungen Jahren mit Katalysatoren für organische Synthesen einen Namen gemacht hatte.

## Inhaber
| Name          | Namenszusatz | von  | bis | Anmerkung |
| ------------- | ------------ | ---- | --- | --- |
| John F. Bower | MSci, PhD.,  | 2020 |     | Nach einem Studium an der University of Bristol absolvierte Bower Aufenthalte an der University of Oxford und der University of Texas und wurde 2017 in Bristol auf eine Professur berufen. Seine erfolgreiche Forschung mit metallischen Katalysatoren für organische Synthesen führte 2020 zu seiner Berufung als erster Professor auf der neu geschaffenen Professur. |